# Langues tsimshianiques
Les langues tsimshianiques sont une famille de langues amérindiennes parlées en Colombie-Britannique au Canada.

## Classification des langues tsimshianiques

### Tsimshianique et pénutien
Edward Sapir  a inclus les langues tsimshianiques dans son hypothèse des langues pénutiennes, au sein du sous-groupe des langues pénutiennes des Plateaux.

### Liste des langues

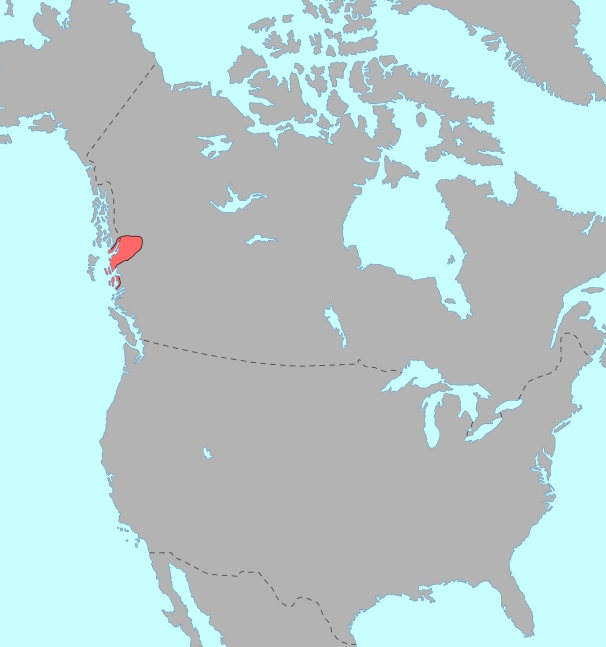
Localisation des langues tsimshianiques

- Langues tsimshianes de l'intérieur
  - Nisgha
  - Gitksan
- Tsimshian de la côte
- Tsimshian du Sud